# الزحف (فلم 2019)
الزحف (بالإنجليزية: Crawl) هو فيلم رعب أمريكي من إخراج ألكسندر أجا وكتابة مايكل وشون راسموسن.  بطولة كايا سكوديلاريو وباري بيبر كإبنة وأب، حيث يتم اصطيادهم من قِبل التماسيح مع كلبتهم بعد أن حوصروا في منزلهم خلال إعصار من الفئة الخامسة.
تم عرض الفيلم في الولايات المتحدة في 12 يوليو 2019 بواسطة Paramount Pictures . وقد حقق 86.6 مليون دولار في جميع أنحاء العالم وتلقى تقييمات إيجابية بشكل عام، مع اشادة النقاد.

## القصة
- تلقت السباحة الطموحة بجامعة فلوريدا هالي كيلر مكالمة من شقيقتها، التي أبلغتها أن إعصارًا من الفئة 5 على مسار تصادم مع فلوريدا ونصحتها بالخروج من الولاية.
- تشعر هالي بالقلق على سلامة والدها ديف، لأنه لا يرد على هاتفه.
- بناءًا على تعليمات شرطة ولاية فلوريدا، تقوم هالي بالتجول حول طرق الإخلاء للبحث عن والدها .
- تذهب أولاً إلى الشقة الخاصة به، حيث كان يعيش منذ أن انفصل مع والدتها. تجد هالي كلب العائلة في الشقة ولكن لا تجد والدها ويساورها القلق من أنه عاد إلى منزل العائلة في كورال ليك، الذي من المفترض أنه باعه منذ سنوات.
- تبحر في الشوارع التي يغمرها الماء وتجد شاحنة والدها ديف مركونة خارج المنزل، فتدخل إلى المنزل وتبحث عنه، وتدلها كلبتهم إلى السرداب وتظل تنبح من مدخل السرداب، فتنزل إلى السرداب أسفل المنزل وتجد والدها مجروحاً وفاقد الوعي. وعندما تحاول جره إلى الخارج تحاصرهما التماسيح داخل السرداب.

## الممثلون والادوار
- كايا سكوديلاريو في دور هيلي كيلر، طالبة رياضية
- باري بيبر في دور ديف كيلر، مقاول منزل وأب هالي
- روس أندرسون في دور واين تايلور، ضابط شرطة وصديق بيت السابق
- أنسون بون دور ستان
- خوسيه بالما في دور بيت، ضابط شرطة وشريك وين
- جورج سومنر في دور مارف
- عامي ميتكالف بدور لي
- مورفيد كلارك في دور بيت كيلر، أخت هيلي الكبرى التي تعيش في بوسطن
- أناماريا سيردا في دور إيما

## شباك التذاكر
حقق " الزحف" 39  مليون دولار في الولايات المتحدة وكندا، و 47.6  مليون دولار في مناطق أخرى، بإجمالي عالمي بلغ 86.6  مليون دولار، مقابل ميزانية إنتاج تبلغ 13.5 مليون دولار.

## روابط خارجية
- مقالات تستعمل روابط فنية بلا صلة مع ويكي بيانات